# Prowincja Kadiogo
Prowincja Kadiogo – jedna z 45 prowincji w Burkina Faso. Jej stolicą jest Wagadugu, które jest również stolicą całego kraju.
Ma powierzchnię 2,8 tysiąca km². W 2006 roku mieszkało w niej ponad 1,5 miliona ludzi. W 1996 roku na jej terenach zamieszkiwało prawie 942 tysiące osób.